# Semens
Semens es una población y comuna francesa, situada en la región de Aquitania, departamento de Gironda, en el distrito de Langon y cantón de Saint-Macaire. Produce vino de la AOC Cadillac.

## Demografía
| 164 | 172 | 176 | 130 | 148 | 170 |
| Para los censos de 1962 a 1999 la población legal corresponde a la población sin duplicidades (Fuente: INSEE [Consultar]) |     |     |     |     |     |